# ONE Friday Fights 18
ONE Friday Fights 18: Harrison vs. Pongsiri (también conocido como ONE Lumpinee 18) fue un evento de deportes de combate producido por ONE Championship llevado a cabo el 26 de mayo de 2023, en el Lumpinee Boxing Stadium en Bangkok, Tailandia.

## Historia
El evento fue encabezado por una pelea de muay thai de peso pactado entre  Tyson Harrison y  Pongsiri P.K.Saenchai.

## Bonificaciones
Los siguientes peleadores recibieron bonos de ฿350.000.
- Actuación de la Noche: Pongsiri P.K. Saenchai, Tyson Harrison,  Teeyai P.K.Saenchai (x2), Rit Kaewsamrit, ChatAnan Sor.Jor.JoyPrajin,  Petnumkhum Phundakrataburi y Johan Ghazali